# سوزي لويس
سوزي لويس (بالإنجليزية: Susie Lewis)‏ هي مخرجة منفذة وكاتبة سيناريو وممثلة أمريكية، ولدت في القرن العشرين في الولايات المتحدة.

## أعمال

### مسلسلات
- بيفيز وبوت-هيد

## وصلات خارجية
- سوزي لويس على موقع IMDb (الإنجليزية)